# Blahzay Blahzay
Blahzay Blahzay est un groupe de hip-hop américain, originaire de Brooklyn, à New York.

## Histoire
PF Cuttin' et Outloud commencent leur carrière comme producteurs durant plusieurs années, travaillant pour de nombreux artistes tels que Masta Ace ou encore Craig G. En 1995, le duo sort son premier single, Danger, (contenant des samples des chansons Come Clean de Jeru the Damaja, Show and Prove de Big Daddy Kane, Big Scoob et Sauce Money en featuring avec  Shyheim, Jay-Z et Ol' Dirty Bastard, Get It Together des Beastie Boys en featuring avec Q-Tip, et Rockin' Chair de Gwen McCrae) qui se classe quatrième au Hot Rap Tracks.
Le groupe publie son premier et unique album intitulé Blah Blah Blah, le 13 août 1996. Il se place 22e des Billboard Heatseekers, et 34e des R&B Albums. Blahzay finally réapparait brièvement en 1999 avec un maxi single de trois chansons intitulé Federal Reserve Notez. En 2000, le duo enregistre un morceau avec le groupe de rap français Triptik intitulé Dat Shit sur le maxi de ce dernier[réf. nécessaire].

## Discographie

### Album studio
- 1996 : Blah Blah Blah

### Singles
- 1995 : Danger
- 1996 : Pain I Feel
- 1999 : Federal Reserve Notez